# Badanie eksperymentalne równoległe
Badanie eksperymentalne równoległe (ang. parallel study) – rodzaj badania klinicznego, w którym każdy jego uczestnik jest przypisany do jednej z obserwowanych grup, a obserwacja odbywa się równolegle. Najprostszy rodzaj tego badania zawiera tylko dwie grupy porównawcze, chociaż może ich być więcej. Grupy w badaniach równoległych mogą składać się z dwóch całkowicie odrębnych terapii (np. różnych leków), lub z różnych dawek tego samego leku. Jednym z głównych aspektów równoległego badania jest losowość – uczestnicy są przypisywani do grup na drodze randomizacji, która ma na celu zapewnienie, że wyniki są dokładne i mają niższe ryzyko błędu. W tego typu badaniach często stosuje się grupy kontrolne z wykorzystaniem placebo, lub aktywnej kontroli np. leku referencyjnego o znanym działaniu.
Uczestnicy różnią się między sobą pod wieloma względami, m.in. przebiegiem choroby podstawowej czy reakcją na terapię, dlatego badanie w tym układzie wymaga zwykle dużej liczby uczestników, większej niż w badaniu naprzemiennym.